# Tim Ryan (rugby à XV)
Pour les articles homonymes, voir Tim Ryan et Ryan.
Pas d'image ? Cliquez ici

a Compétitions nationales et continentales officielles uniquement.

Dernière mise à jour le 26 mai 2020.
Tim Ryan est un joueur de rugby à XV irlandais, né le 6 juin 1984, qui évolue au poste de pilier au sein de l'effectif des Newport Gwent Dragons (1,93 m pour 115 kg).
Il débute avec l'équipe du Munster en Celtic League le 5 mai 2006 lors du match contre les Ospreys. Il est sélectionné avec l'équipe d'Irlande des moins de 18 ans en 2002 au poste de numéro 8. L'année suivante il est retenu pour jouer la coupe du monde des moins de 19 ans à Paris. Après cela, il change de poste et intègre la première ligne en tant que pilier. Ayant du mal à s'imposer comme titulaire au sein du club irlandais face à la concurrence de Tony Buckley, John Hayes et Marcus Horan, il décide de rejoindre le Rugby club toulonnais pour jouer dans le Top 14, qu'il quitte un an plus tard pour les Newcastle Falcons, faisant le trajet inverse de Carl Hayman. Un an plus tard, il rejoint le club italien du Cavalieri Prato où il ne restera également qu'un an pour rejoindre la province galloise des Newport Gwent Dragons.

## Carrière
- 2005-2009 : Munster  Irlande
- 2009-2010 : Rugby club toulonnais  France
- 2010-2011 : Newcastle Falcons  Angleterre
- 2011-2012 : Cavalieri Prato
- 2012-2012 : Newport Gwent Dragons

## Palmarès
- Vainqueur de la Celtic League : 2009
- Finaliste du Challenge européen : 2010